# مارسل دیب
مارسل دیب (فرانسوی: Marcel Dib‎؛ زادهٔ ۱۰ اوت ۱۹۶۰) بازیکن سابق فوتبال اهل فرانسه است.
از باشگاه‌هایی که در آن بازی کرده‌است می‌توان به باشگاه فوتبال موناکو، باشگاه فوتبال بوردو، و باشگاه فوتبال المپیک مارسی اشاره کرد.
وی همچنین در تیم ملی فوتبال فرانسه بازی کرده‌است.